# Justus Osterman (militär)
Justus Christopher Osterman, född den 20 januari 1833 i Karlskrona, död den 25 oktober 1908 i Stockholm, var en svensk sjömilitär. Han var far till Ivar och Hans Osterman. 
Osterman blev sekundlöjtnant vid flottan 1851 och premiärlöjtnant 1858. Han blev adjutant i Sjöförsvarsdepartementets kommandoexpedition 1857 och adjutant hos befälhavande amiralen vid flottans station i Karlskrona 1863. Efter anställning i fransk örlogstjänst 1865–1866 blev han kapten vid skärgårdsartilleriet 1866 och vid flottan samma år. Osterman var adjutant hos stationsbefälhavaren vid flottans station i Karlskrona 1870–1874 och chef för skeppsgossekåren 1878–1881. Han befordrades till kommendörkapten av andra graden 1876, av första graden 1882 och till kommendör 1887. Osterman var chef för skolorna vid flottans station i Karlskrona 1885–1887, chef för Marinförvaltningens intendenturavdelning 1888–1893 och varvschef vid flottans station i Stockholm 1893–1895. Han fick avsked med tillstånd att som kommendör kvarstå i flottans reserv 1896. Osterman invaldes som ledamot av Örlogsmannasällskapet 1878 och som ledamot av Krigsvetenskapsakademiens andra klass 1889. Han blev riddare av Svärdsorden 1876, kommendör av andra klassen av samma orden 1890, kommendör av första klassen av Svärdsorden 1891 och av Vasaorden 1897. Osterman vilar på Galärvarvskyrkogården i Stockholm.